# موشيغ الثاني ماميكونيان
موشيغ ماميكونيان الثاني (أرميني : Մուշեղ Բ Մամիկոնյան) كان أحد النبلاء من أرمنيا من عائلة ماميكونيان. خلال حياته اللاحقة تم ترشيحه ليكون مرزبان (قائد عسكري) لأرمينيا الفارسية وحكم لفترة وجيزة عام 591. 

## حياته
في عام 590 تمرد قائد الجيش بهرام جوبين ضد الملك الساساني هرمز الرابع الذي خُلع عن العرش وقُتل من قبل النبلاء الساسانيين قبل أن يتمكن بهرام من مواجهته. كان فيستام وفيندويه أحد القادة وراء المؤامرة ضد هرمز حيث قاما بتنصيب كسرى الثاني ملكًا جديدًا للإمبراطورية الساسانية.
ومع ذلك، وبعد فترة وجيزة من تتويج كسرى الثاني، سار بهرام جوبين مع جيشه إلى قطسيفون وأعلن نفسه ملكًا باسم بهرام السادس. هرب كسرى الثاني مع فيستهم وفيندويه إلى الأراضي البيزنطية، وقدم كسرى الثاني تعهدًا للإمبراطور البيزنطي موريكيوس بالتنازل عن أراضي للإمبراطورية الساسانية مقابل أن يقدم له الإمبراطور مساعدات عسكرية لإستعاده عرشه من بهرام. بعد عام واحد سار كسرى الثاني مع موشيغ ماميكونيان الثاني ونبلاء آخرين نحو طسيفون وهزموا بهرام الذي فر بعد ذلك إلى أذربيجان وكتب رسالة إلى موشيغ يحثه فيها على خيانة كسرى الثاني، لكن موشيغ رفض العرض. 
انضم موشيغ إلى الجيش البيزنطي وأصبح قائدا له وهزم جيش بهرام جوبين في معركة بلاراتون بالقرب من جانزاك. فر بهرام إلى آسيا الوسطى وقتل بعد ذلك بوقت قصير. استقال موشيغ في وقت لاحق من منصبه وتقاعد وتوفي عام 593. 